# دیوید آپدایک
دیوید آپدایک (زادهٔ ۱۹۵۷) نویسنده و یک شخصیت دانشگاهی آمریکایی است. آپدایک، پسر نویسندهٔ مشهور امریکایی جان آپدایک بود که از دیوید به عنوان الگو در چندین اثر داستانی خود استفاده کرد. 

دیوید آپدایک در 1957 به دنیا آمد و دومین فرزند جان آپدایک و مری پنینگتن (آپدایک) ودرهال بود. آپدایک بیشتر دوران رشد خود را در ایپسویچ ماساچوست سپری کرد و در سال ۱۹۸۰ با مدرک تاریخ هنر از دانشگاه هاروارد فارغ‌التحصیل شد. و بعد تحصیلات خود را در دانشگاه کلمبیا ادامه داد و مدرک کارشناسی ارشد خود را در سال ۱۹۸۴ از این دانشگاه گرفت.  آپدایک زمانی که در دانشگاه بود، در سال ۱۹۷۸ اولین بخش از نه بخش مطلب خود را در هفته‌نامهٔ نیویورکر همانجا که پدر و مادربزرگش نیز در آن مطلب می‌نوشتند، چاپ کرد.  در ۱۹۸۸ یک مجموعه داستان کوتاه به نام بیرون رفتن برای مارش منتشر کرد و بعد یک کتاب چهارگانه برای نوجوانان نیز به طبع رساند.  او در سال ۲۰۰۶ رمانی به نام نوبت ایوی منتشر کرد که دربارهٔ روابط بینانژادی در جنبش‌های حقوق شهروندی در دههٔ ۱۹۶۰ بود. او در سال ۲۰۰۹ مجموعهٔ دیگری از داستان‌های کوتاه به نام دوست‌دختر‌های قدیمی منتشر کرد.
آپدایک در ام‌آی‌تی درس نویسندگی خلاق می‌داد و اکنون در کالج راگزبری در بوستون، استاد زبان انگلیسی است. 